# Lijst van deathmetalbands
Dit is een overzicht van deathmetalbands met een artikel op de Nederlandstalige Wikipedia.

## A
- Aborted ( België)
- Ablaze My Sorrow  Zweden
- Abscess ( Verenigde Staten)
- Acheron ( Verenigde Staten)
- Akercocke ( Verenigd Koninkrijk)
- Altar ( Nederland)
- The Amenta ( Australië)
- Amon Amarth ( Zweden)
- Amorphis ( Finland)
- Anata ( Zweden)
- Angel Corpse ( Verenigde Staten)
- Arch Enemy ( Zweden)
- Asesino ( Spanje)
- Asphyx ( Nederland)
- As Serenity Fades ( Finland)
- Assück ( Verenigde Staten)
- At the Gates ( Zweden)
- Atheist ( Verenigde Staten)
- Atrocity ( Duitsland)

## B
- Behemoth ( Polen)
- Belphegor ( Oostenrijk)
- Benediction ( Verenigd Koninkrijk)
- Bloodbath ( Zweden)
- Bolt Thrower ( Verenigd Koninkrijk)
- Born from Pain ( Nederland)

## C
- Callenish Circle ( Nederland)
- Cannibal Corpse ( Verenigde Staten)
- Carcass ( Verenigd Koninkrijk)
- Carnation ( België)
- Children of Bodom ( Finland)
- Creepmime ( Nederland)
- Cynic ( Verenigde Staten)

## D
- Dark Tranquillity ( Zweden)
- Death ( Verenigde Staten)
- Deicide ( Verenigde Staten)
- Detonation ( Nederland)
- Dissection ( Zweden)

## E
- Entombed  Zweden
- Extreme Noise Terror ( Verenigd Koninkrijk)

## F
- Fear Factory ( Verenigde Staten)

## G
- God Dethroned ( Nederland)
- Gorefest ( Nederland)
- Gojira ( Frankrijk)

## H
- Hatesphere ( Denemarken)
- Hypocrisy ( Zweden)

## I
- In Flames ( Zweden)
- Insomnium ( Finland)
- Inferum ( Nederland)
- Iniquity ( Denemarken)

## J
- Job for a Cowboy ( Verenigde Staten)

## K
- Katafalk ( Nederland)
- Kataklysm ( Canada)

## L
- Lacrimas Profundere (vroege periode) ( Duitsland)

## M
- Massive Assault  Nederland
- Milking the Goatmachine ( Duitsland)
- Ministry of Terror ( Nederland)
- Morbid Angel ( Verenigde Staten)

## N
- Napalm Death ( Verenigd Koninkrijk)
- Necrophobic ( Zweden)
- Norther ( Finland)
- Novembers Doom ( Verenigde Staten)

## O
- Obituary ( Verenigde Staten)
- One Man Army and the Undead Quartet ( Zweden)
- Opeth ( Zweden)

## P
- Polluted Inheritance ( Nederland)
- Portall ( Nederland)

## R
- Rotting Christ ( Griekenland)

## S
- Samael ( Zwitserland)
- Sempiternal Deathreign ( Nederland)
- Sentenced ( Finland)
- Sepultura ( Brazilië)
- Shadowbreed ( Nederland)
- Six Feet Under ( Verenigde Staten)
- Soilwork ( Zweden)
- Swallow the Sun ( Finland)

## T
- Terrorizer ( Verenigde Staten)
- Therion (vroege periode) ( Zweden)

## U
- Unleashed ( Zweden)
- Unseen Terror ( Verenigd Koninkrijk)

## V
- Vader ( Polen)

## W
- Warmaster ( Nederland)
- Whitechapel ( Verenigde Staten)

## X
- Xenomorph ( Nederland)